# Pap László (plébános)
Pap László (Gyalóka, 1778. szeptember 9. – Szombathely, 1840. január 18.) római katolikus plébános.

## Élete
Kisszeminaristaként végezte a filozófiát, majd 1801. szeptember 27-én szentelték pappá. 1801-től a szombathelyi gimnáziumban tanított és 1807-től a papnevelő intézetben lelkipásztor, 1810. május 7-től baltavári plébános, végül 1822. szeptember 5-től 1839-as nyugdíjazásáig a kispapság spirituálisa (lelki igazgatója) volt Szombathelyen.

## Munkái
- Versi mulatozás. Első és második könyv. Pest, 1817., Rézmetszettel. (Névt. Az előszó végén: Kelt Baltavár. P. L. B. P.).
- Amicum verbum ad animarum curators. Comaromii, 1830.
- Aevi nostri genius. Uo. 1830.
- Cognitio sui ipsius. Pesthini, 1833.
- Reflexiones emendationem morum aevi nostri respecientes. Uo. 1834.
- A religio, Pozsony és Győr, 1837.